# Ayako (manga)
Ayako (奇子) é uma trilogia de manga escrita por Osamu Tezuka, e publicada na revista Big Comic, pela editora Shogakukan. Foi publicada na América do Norte pela editora Vertical, na França pela Delcourt/Akata, na Itália pela Hazard Edizioni, e no Brasil pela Editora Veneta.

## Enredo
A história centra-se na família japonesa Tenge do pós-Segunda Guerra Mundial, que tem de lidar com as tensões económicas e familiares enquanto o país está sendo reconstruído.